# La Pelona (Cordillera Central)
La Pelona es una cumbre montañosa ubicada en la Cordillera Central de la República Dominicana. Con una altitud aproximada de 3,085 metros sobre el nivel del mar, es considerada la segunda montaña más alta del país y de todo el Caribe insular, superada únicamente por el Pico Duarte. Forma parte del Parque Nacional José Armando Bermúdez, en una zona de gran valor ecológico, y es un punto clave en varias rutas de senderismo de alta montaña que recorren el macizo del Pico Duarte.

## Características geográficas
La Pelona se encuentra en el corazón de la Cordillera Central, entre las provincias de Santiago y San Juan. Es una de las principales elevaciones del macizo montañoso conocido como el grupo del Pico Duarte, junto a cumbres como La Rucilla y el Pico del Barraco. Su altitud se ha calculado en diversas mediciones modernas con apenas unos metros de diferencia respecto al Pico Duarte, lo que ha generado cierta confusión histórica sobre cuál de las dos cimas era más alta.
A pesar de ser una cumbre independiente, La Pelona forma parte del mismo sistema orográfico que el Pico Duarte y suele ser alcanzada como parte de la ruta de senderismo que lleva a la cima más alta del país. El terreno de la zona se caracteriza por pendientes pronunciadas, valles profundos y una vegetación montañosa densa, dominada por pinares y bosques nublados a gran altitud.

## Importancia ecológica
La Pelona, como parte del Parque Nacional José Armando Bermúdez, se encuentra dentro de un área protegida de gran relevancia para la conservación de la biodiversidad. En sus alrededores se hallan ecosistemas de montaña únicos en el Caribe, incluyendo bosques húmedos de alta elevación que albergan especies endémicas de flora y fauna, como el papagayo de La Española (Amazona ventralis) y la cigua palmera (Dulus dominicus).
La altitud y el aislamiento de la zona hacen que La Pelona sea un importante reservorio hídrico, alimentando cabeceras de varios ríos que fluyen hacia el norte y el sur del país. El clima frío y húmedo de la montaña, con frecuentes bancos de niebla y temperaturas que pueden descender por debajo de los 0 °C, contribuye al mantenimiento de estos ecosistemas sensibles, que están siendo monitoreados por investigadores y autoridades ambientales.

## Acceso y senderismo
El ascenso a La Pelona se realiza generalmente como parte de la expedición hacia el Pico Duarte, siendo una de las cimas que se atraviesan o rodean en rutas como las de La Ciénaga, Mata Grande o San Juan de la Maguana.
No existe una ruta señalizada exclusiva hacia La Pelona, pero los guías locales suelen incluirla como punto de interés para los excursionistas más experimentados.
El recorrido hacia La Pelona implica varios días de caminata a través de terrenos exigentes, por lo que requiere buena condición física y el acompañamiento de guías autorizados por el Ministerio de Medio Ambiente. Las vistas desde la cima ofrecen una panorámica impresionante de la Cordillera Central y, en días despejados, permiten observar vastas extensiones de bosques montañosos que forman parte del pulmón verde de la isla La Española.